# Speak (album)
Speak – debiutancki album Lindsay Lohan wydany w USA 7 grudnia 2004 roku przez wydawnictwo Casablanca Records.
Album był dużym sukcesem komercyjnym. Sprzedał się w dwóch milionach egzemplarzy i zyskał miano platynowej płyty. Pierwszy singel, „Rumors” ukazał się we wrześniu 2004, drugim była piosenka „Over” i trzeci singel wydany w czerwcu, „First”, zapowiadał film Garbi – Super bryka z Lindsay Lohan w roli głównej.

## Lista utworów
1. „First” (John Shanks; Kara DioGuardi) – 3:26
2. „Nobody 'Til You” (John Shanks; Kara DioGuardi) – 3:34
3. „Symptoms Of You” (Lindsay Lohan; Andreas Carlson; Lisa Greene; Savan Kotecha) – 2:53
4. „Speak” (Lindsay Lohan; John Shanks; Kara DioGuardi) – 3:43
5. „Over” (Lindsay Lohan; John Shanks; Kara DioGuardi) – 3:35
6. „Something I Never Had” (John Shanks; Shelly Peiken) – 3:36
7. „Anything But Me” (Lindsay Lohan; John Shanks; Kara DioGuardi) – 3:15
8. „Disconnected” (Carl Bjorsell; Carl Falk; Didrik Thott; Jake Schulze; Kristian Lundin; Savan Kotecha; Sebastian Thott) – 3:31
9. „To Know Your Name” (David Eriksen; Tom Nichols) – 3:17
10. „Very Last Moment In Time” (Hillary Lindsey; Steve Robson; Troy Verges) – 3:26
11. „Magnet” (Jimmy Harry; Kara DioGuardi) – 3:12
12. „Rumors” (Lindsay Lohan; Corey Rooney; T.J. Jackson; Tarryle Jackson) – 3:10

## Single
- „Rumors”
- „Over”
- „First”

## Listy sprzedaży
| Album     | Lista (2004)                        | Pozycja              |
| --------- | ----------------------------------- | -------------------- |
| Speak     | U.S. Billboard 200                  | 4                    |
| Speak     | Top Canadian Albums                 | 9                    |
| Speak     | Austria Album Top 75                | 36                   |
| Speak     | Top Australian Albums               | 57                   |
| Speak     | Greece top 50                       | 45                   |
| Singel    | Lista (2004/2005)                   | Pozycja              |
| „Rumours” | U.S. Bubbling Under Hot 100 Singles | 6                    |
| „Rumours” | U.S. Top 40 Mainstream              | 23                   |
| „Rumours” | Australian ARIA Singles Chart       | 10                   |
| „Rumours” | China Singles Chart                 | 2                    |
| „Rumours” | Taiwan Singles Chart                | 2                    |
| „Rumours” | Poland Singles Chart                | 14                   |
| „Rumours” | Germany Singles Chart               | 22                   |
| „Rumours” | Mexican Top 100                     | 19                   |
| „Rumours” | Los 10 + Pedidos (TRL MTVla North)  | 4                    |
| Singel    | Lista (2005)                        | Pozycja              |
| „Over”    | U.S. Bubbling Under Hot 100 Singles | 1 (Przez 3 tygodnie) |
| „Over”    | U.S. Top 40 Mainstream              | 39                   |
| „Over”    | UK Singles Chart                    | 27                   |
| „Over”    | Australian ARIA Singles Chart       | 27                   |
| „Over”    | Ireland Singles Chart               | 19                   |
| „Over”    | Germany Singles Chart               | 27                   |
| „Over”    | Mexican Top 100                     | 78                   |
| „Over”    | Poland Singles Chart                | 29                   |
| Singel    | Lista (2005)                        | Pozycja              |
| „First”   | U.S. Billboard Hot 100              | Nieklasyfikowany     |
| „First”   | Australian ARIA Singles Chart       | 31                   |
| „First”   | Taiwan Singles Chart                | 8                    |
| „First”   | Poland Singles Chart                | 11                   |
| „First”   | Italy Singles Chart                 | 33                   |
| „First”   | Germany Singles Chart               | 95                   |
| „First”   | Mexican Top 100                     | 56                   |
| „First”   | Los 10 + Pedidos (TRL MTVla North)  | 3                    |